# 八聖人戦争
八聖人戦争（はちせいじんせんそう、イタリア語: Guerra degli Otto Santi）は、1375年から1378年にかけて、ローマ教皇（当初はアヴィニョン教皇庁）グレゴリウス11世と、フィレンツェ共和国を中心とした都市国家連合が衝突した戦争である。

## 原因

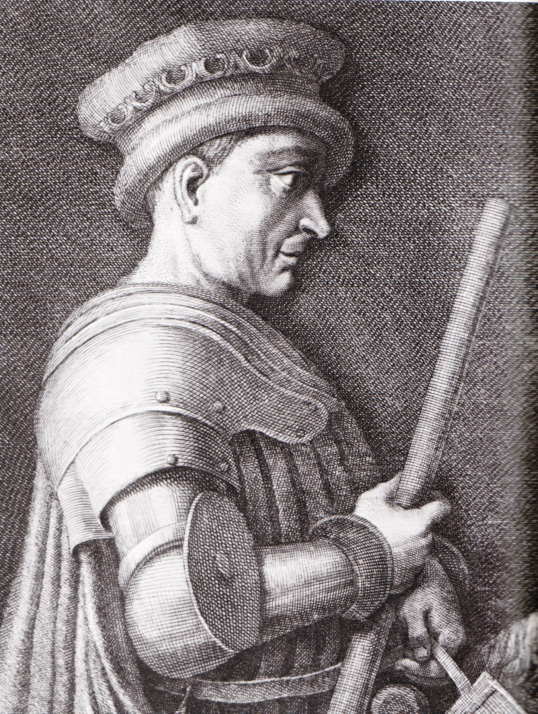
ジョン・ホークウッド。教皇軍のコンドッティエーレとして、ミラノとの戦いで活躍した。

八聖人戦争の遠因は、イタリア半島中部における教皇領の拡大（アヴィニョンからの聖座の帰還に向けて領土基盤を整えようとしていた）に対するフィレンツェ共和国の抵抗や、フィレンツェ共和国自身の内部で繰り広げられていた教皇派と皇帝派の抗争にある。1372年、グレゴリウス11世はルニジャーナ付近の領地の再占拠を試みた。ここはフィレンツェがベルナボ・ヴィスコンティから奪った土地であった。
またグレゴリウス11世は、フィレンツェがミラノのヴィスコンティ家との戦争への協力を拒否したことに対する報復として、様々な反フィレンツェ的人物をかくまっていた。1375年に教皇とミラノの戦争が終結すると、フィレンツェは教皇が軍勢をトスカーナへ差し向けるのではないかという恐怖に襲われた。そこでフィレンツェは、シニョリーアが任じた八人司祭委員会（Otto dei Preti）の決定として、国内の聖職者、司教、修道院長、修道院、その他の教会機関から徴収した13万フローリンもの大金を、教皇軍の中心的な指揮官であったイギリス人傭兵隊長ジョン・ホークウッドに支払って、個人的な不戦協定を結んだ。これに加え、ホークウッドは毎年600フローリンの給料（5年間）と、毎年1200フローリンの年金（終身）を受け取ることになった。

こうして、対ミラノ戦のために雇われ、度々教皇支配下の都市で軋轢を起こしていたグレゴリウス11世のアルプス山脈外出身の傭兵隊は、彼の手を離れた。

## 戦争

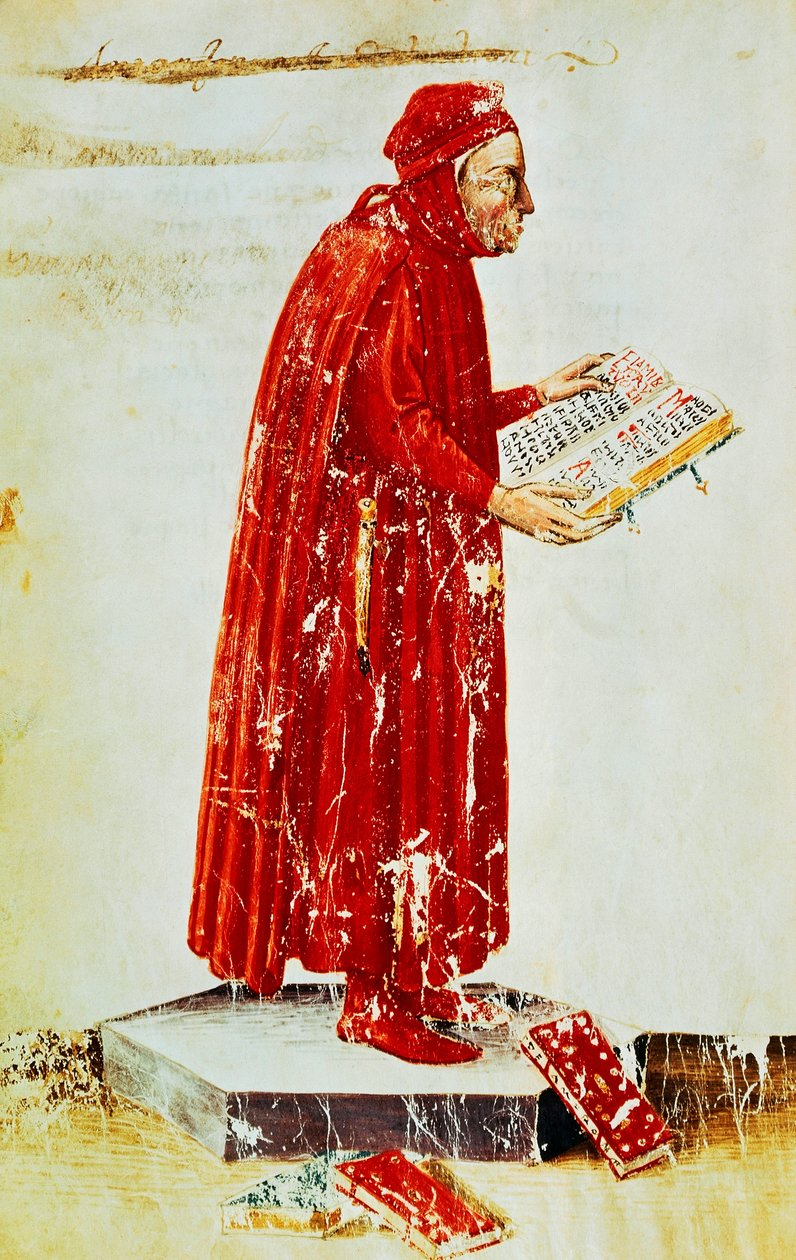
八聖人戦争期のフィレンツェ共和国の書記官長コルッチョ・サルターティ

1375年7月、フィレンツェはミラノと同盟を結び、間もなく教皇との戦争が勃発した。フィレンツェでは、戦争における全権がシニョリーアに任命された八人戦時委員会（Otto della Guerra）に委託された。
同1375年、フィレンツェは教皇領内で反乱を扇動した。ボローニャ、ペルージャ、オルヴィエート、ヴィテルボをはじめ40もの教皇領の都市に工作員が派遣され、反乱を起こすよう運動したが、大半はジル・アルヴァレス・デ・アルボルノス枢機卿の尽力により改めて教皇庁に服従した。人文主義者として知られるフィレンツェの書記官長コルッチョ・サルターティは、教皇領の都市に書簡を送り、「暴君的」で「腐敗した」教皇庁支配に反旗を翻して古き良き共和主義に立ち戻るよう説いた。

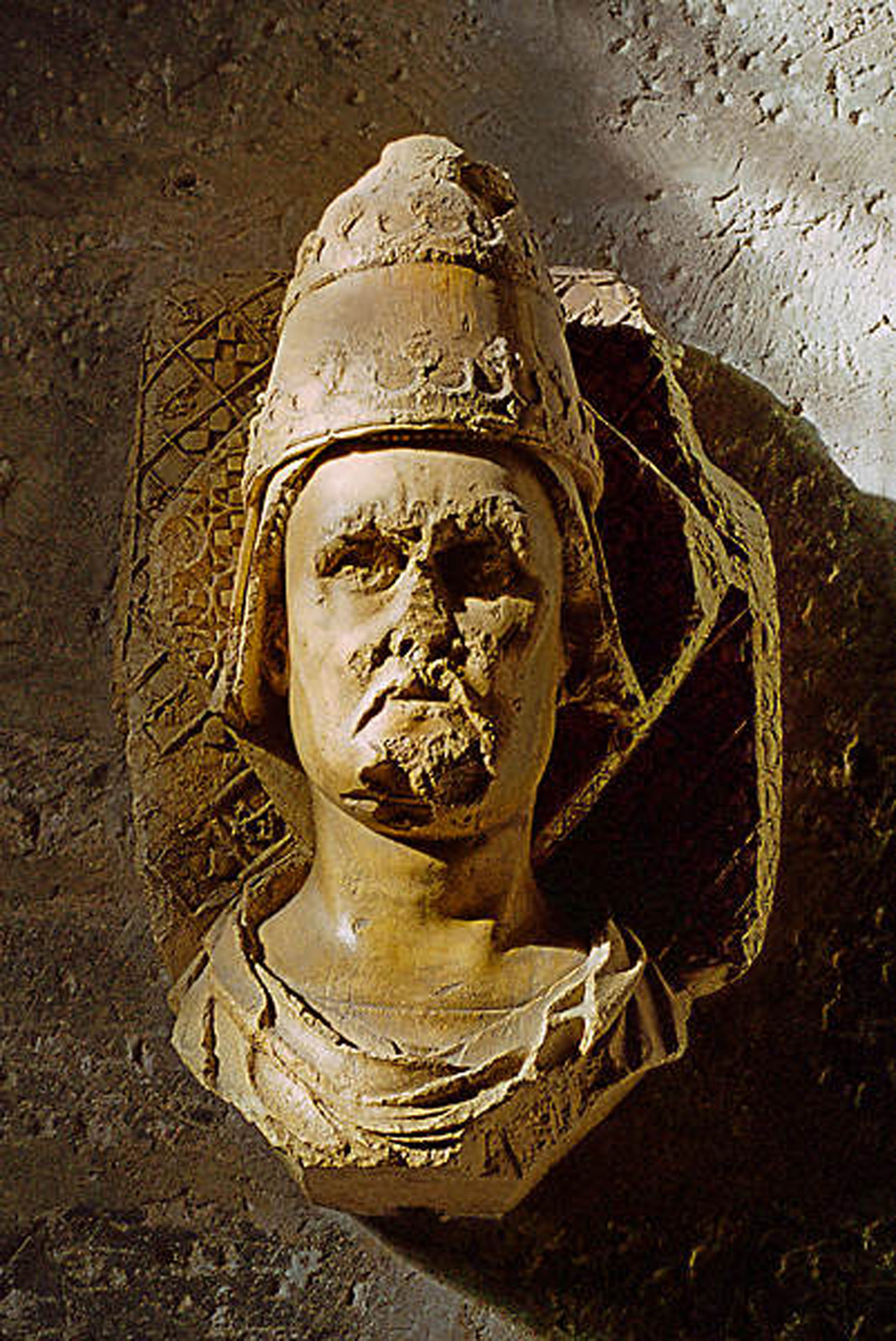
ロベール・ド・ジュネーヴ。1377年以降、教皇軍の司令官となり、後にアヴィニョン教皇クレメンス7世となる。

1376年3月31日、グレゴリウス11世はフィレンツェ政府の全構成員を破門し、フィレンツェ市を聖務禁止とした。これによりフィレンツェ内では宗教儀式の実施が禁じられ、フィレンツェ人の捕縛や奴隷化、全ヨーロッパにおける彼らの財産の没収が合法化された。当初、フィレンツェ人はカトリック教会組織に代えて鞭打苦行者のような行進運動やフラタニティの形成により対抗しようとした。その中で、それまで異端と見なされていたフラティチェリ派のような集団も再び台頭し始めた。フィレンツェの異端審問所の大建築は破壊された。また教会裁判所が廃止されたのを良いことに、シニョリーアは高利貸しなどの経済活動にかけられていた制限を撤廃した。
しかし1377年10月、フィレンツェ政府は聖職者に聖務の再開を強要した。これを受けて、フィレンツェ大司教アンジェロ・リカーゾリとフィエーゾレ司教ネーリ・コルシーニがフィレンツェ領内から亡命した。シニョリーアは地位を捨てた高位聖職者たちに重い罰金を科して財産を没収し、戦争によりますます膨れ上がる軍事費を捻出するため「宗教改革以前のヨーロッパにおける最大級の教会財産整理の試み」が進められた。八聖人戦争を通じて、フィレンツェは約2500万フローリンを費やしたと考えられている。
グレゴリウス11世の経済制裁により、アヴィニョンの銀行家アルベルティ家などヨーロッパ中に散らばって活動していたフィレンツェ商人たちは大打撃を受けた。ただ、シャルル5世治下のフランスをはじめ多くの国々は、フィレンツェに対する聖務禁止令を無視した。
ホークウッドはフィレンツェとの不戦協定を守り、教皇領内での反乱鎮圧に専念した。そして1377年、彼はグレゴリウス11世を完全に見限り、反教皇派連合に身を投じた。他のグレゴリウス11世に従うコンドッティエーレも、ロマーニャ内のみで行動した。こうした中で、1377年2月にチェゼーナで残虐な略奪事件が発生した。後に「チェゼーナの血浴」と呼ばれるものである。1377年春、教皇側の傭兵隊が、それまで反乱を起こしフィレンツェの重要な同盟相手となっていたボローニャを再占領した。
1377年、ロベール・ド・ジュネーヴ枢機卿（後のアヴィニョン教皇クレメンス7世）がグレゴリウス11世の軍勢を率いて反乱鎮圧に乗り出した。グレゴリウス11世自身もイタリアに戻り、ローマにおける地歩の確保に向かった。これにより、アヴィニョン教皇庁は事実上終焉を迎えた。船が難破するなどの苦難の旅の末、グレゴリウス11世は1377年1月にローマに到達し、翌1378年3月に同地で没した。

## 終結
1378年7月、ティヴォリで平和条約が結ばれた。その背景には、グレゴリウス11世の死と後任ウルバヌス6世の即位により教会大分裂が勃発していたという事情があった。この条約により、フィレンツェは教皇に20万フローリンの賠償金を支払い（当初グレゴリウス11世は100万フローリンを要求していた）、世俗政府が制定したあらゆる反教会法を廃止し、聖職者から没収されたり奪われたりした全財産を返還することになった。その代わり、教皇はフィレンツェに対する聖務禁止令を撤回し、破綻していたフィレンツェの教会組織と政府の関係を調停した。

## 八聖人

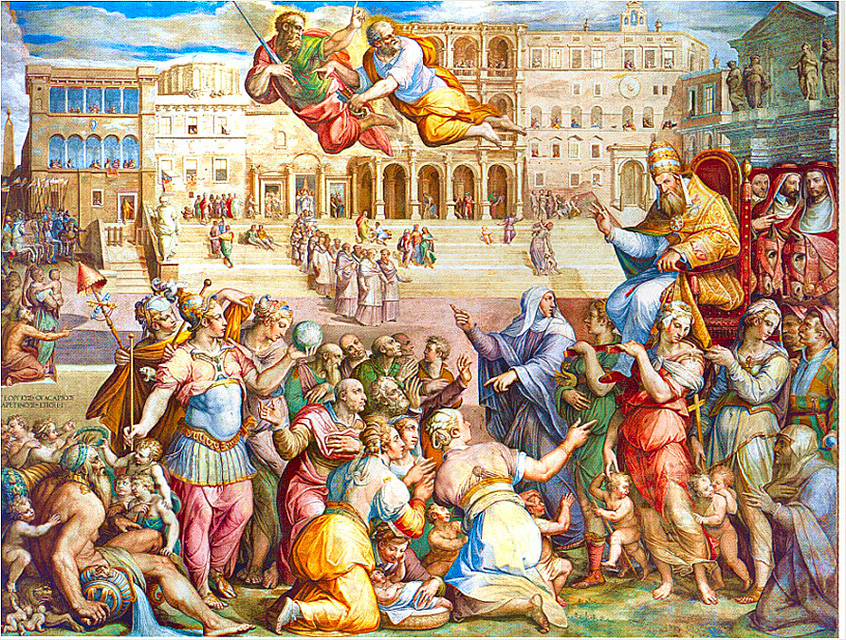
グレゴリウス11世の破門勅書では、八聖人の事を「8人の司祭」と呼んでいる。

八聖人 (イタリア語: Otto Santi) という言葉は、戦争中にシニョリーアが任命した2つの八人委員会のどちらか、あるいは両方に由来している可能性がある。まずフィレンツェ政府が13万フローリンをはたいてホークウッドと不戦協定を結ぶために、フィレンツェとフィエーゾレの聖職者に1年間の強制課税と強制借入を課して費用を捻出することになり、一つ目の八人委員会が組織された。もう一つの八人委員会は、少し後になって教皇に対する戦争を軍事的・外交的に遂行するために立ち上げられたものだった。
「八聖人」の内訳については、今でも論争が続いている。課税委員会の委員たちを八聖人と呼ぶのが多くの学者たちの間の定説であるが、一部には戦争委員会の委員たちこそ八聖人であると考える学者もいる。この「戦争の八人」 (イタリア語: Otto della Guerra)を八聖人（Otto Santi）と呼ぶようになるのは、フィレンツェの歴史家Domenico Buoninsegniの1445年の文献からである。戦争と同時代のレオナルド・ブルーニやジョヴァンニ・モレッリなどは「八聖人」という言葉を用いていない。 Buoninsegniはチョンピの乱で1378年8月に創設された8人の集団を指してこの言葉を用いている。この乱は八聖人戦争の直後に勃発した内乱だった。それとは別に、1376年3月31日の教皇勅書で指定された破門者たちについてははOtto dei Preti (課税委員会のこと、直訳すると「八司祭」）とあだ名している。

1375年7月7日に任命された八人司祭委員会（Otto dei Preti）は、ホークウッドとの不戦協定費捻出を目的とした聖職者課税の実施のために任命された。参加した委員の名は次の通りである。
| - マッテオ・マレフィチ - アントニオ・ディ・フォレーゼ・サッケッティ - バルド・ディ・グリエルモ・アルトヴィーティ - サルヴィ・フィリッポ・サルヴィ | - ジョヴァンニ・ディアンジオーロ・カッポーニ - アントニオ・ディ・フィリッポ・トロシーニ - レッコ・ディ・グイド・グァザ - ミケーレ・ディ・プッチオ |

1386年8月14日には八人戦時委員会が任命された。これはギルドの代表4名と、貴族の代表4名で構成されていた。
| 大ギルド代表 - ジョヴァンニ・ディーニ - 香辛料ギルド - グッチオ・グッチ - 毛織物工業ギルド 小ギルド代表 - マッテオ・ソルディ - ワイン醸造業ギルド - ジョヴァンニ・ディ・モーネ - 製粉業ギルド | フィレンツェの有力家門代表 - アレッサンドロ・デ・バルディ - ジョヴァンニ・マガロッティ - アンドレア・サルヴァーティ - トンマーゾ・ストロッツィ |